# Greenway (Arkansas)
Pour les articles homonymes, voir Greenway.
Greenway est une municipalité du comté de Clay, dans l'État de l'Arkansas aux États-Unis.

## Démographie
| 1890 | 1900 | 1910 | 1920 | 1930 | 1940 | 1950 | 1960 |
| ---- | ---- | ---- | ---- | ---- | ---- | ---- | ---- |
| 33   | 165  | 390  | 362  | 367  | 303  | 288  | 179  |

| 1970 | 1980 | 1990 | 2000 | 2010 | - | - | - |
| ---- | ---- | ---- | ---- | ---- | - | - | - |
| 240  | 317  | 212  | 244  | 209  | - | - | - |